# Мартин (округ, Северная Каролина)
Округ Мартин (англ. Martin County) располагается в штате Северная Каролина, США. Официально образован в 1774 году. По состоянию на 2010 год, численность населения составляла 24 505 человек.

## География
По данным Бюро переписи США, общая площадь округа равняется 1193,991 км2, из которых 1193,214 км2 суша и 0,777 км2 или 0,070 % это водоёмы.

## Население
По данным переписи населения 2000 года в округе проживает 25 593 жителей в составе 10 020 домашних хозяйств и 7 194 семей. Плотность населения составляет 21,00 человек на км2. На территории округа насчитывается 10 930 жилых строений, при плотности застройки около 9,00-ти строений на км2. Расовый состав населения: белые — 52,54 %, афроамериканцы — 45,37 %, коренные американцы (индейцы) — 0,29 %, азиаты — 0,24 %, гавайцы — 0,03 %, представители других рас — 0,90 %, представители двух или более рас — 0,63 %. Испаноязычные составляли 2,06 % населения независимо от расы.
В составе 31,60 % из общего числа домашних хозяйств проживают дети в возрасте до 18 лет, 50,30 % домашних хозяйств представляют собой супружеские пары проживающие вместе, 17,60 % домашних хозяйств представляют собой одиноких женщин без супруга, 28,20 % домашних хозяйств не имеют отношения к семьям, 25,70 % домашних хозяйств состоят из одного человека, 11,90 % домашних хозяйств состоят из престарелых (65 лет и старше), проживающих в одиночестве. Средний размер домашнего хозяйства составляет 2,53 человека, и средний размер семьи 3,02 человека.
Возрастной состав округа: 25,50 % моложе 18 лет, 7,50 % от 18 до 24, 26,80 % от 25 до 44, 25,00 % от 45 до 64 и 25,00 % от 65 и старше. Средний возраст жителя округа 39 лет. На каждые 100 женщин приходится 86,50 мужчин. На каждые 100 женщин старше 18 лет приходится 81,80 мужчин.
Средний доход на домохозяйство в округе составлял 28 793 USD, на семью — 35 428 USD. Среднестатистический заработок мужчины был 29 818 USD против 19 167 USD для женщины. Доход на душу населения составлял 15 102 USD. Около 16,30 % семей и 20,20 % общего населения находились ниже черты бедности, в том числе — 27,50 % молодежи (тех, кому ещё не исполнилось 18 лет) и 25,70 % тех, кому было уже больше 65 лет.